# Clio pyramidata
Clio pyramidata is een slakkensoort uit de familie Cavoliniidae. De wetenschappelijke naam is gepubliceerd in 1767 door Linnaeus.